# Pararoseburia
Pararoseburia es un género de bacterias gramnegativas de la familia Lachnospiraceae. Actualmente (2023) sólo contiene una especie: Pararoseburia lenta. Fue descrita en el año 2022. Su etimología hace referencia a parecido a Roseburia. El nombre de la especie hace referencia a lenta. Es anaerobia estricta, en forma de bacilo ligeramente curvado y móvil. Temperatura de crecimiento entre 30-37 °C, óptima de 37 °C. Forma colonias circulares y secas en agar M2GSC tras 3 días de incubación. Sensible a vancomicina, tetraciclina, gentamicina, azitromicina, estreptomicina, polimixina, kanamicina, clindamicina, penicilina, cefoperazona, ciprofloxacino, amoxicilina, bacitracina y ampicilina. Resistente a eritromicina, rifampicina, cefexime y claritromicina. Se ha aislado de las heces de un adulto sano. 